# Ignacio Busca de Sagastizábal
Juan Ignacio Busca de Sagastizábal (Zumárraga, 14 de octubre de 1868 - Zarauz, 7 de marzo de 1950) fue un organista y compositor de música principalmente religiosa. Es muy popular la música que compuso para el himno a la Eucaristía Cantemos al Amor de los Amores.

## Biografía
Nació en Zumárraga el 14 de octubre de 1868. Fue bautizado el mismo día en la Iglesia de Nuestra Señora, del mismo pueblo.
Se formó primeramente en el Colegio de los Escolapios de Tolosa (1882) a la vez que estudiaba armonía con el maestro Gorriti, quien decía de él que era un niño con un don para la música, aunque un poco perezoso a la hora de trabajar. 
Estudió latín en Salamanca y posteriormente entró en la Universidad Pontificia para cursar la carrera eclesiástica, que dejó en 1887 y se trasladó a Madrid, donde, en contra de la opinión de sus padres, decidió apostar firmemente por la carrera musical. 
Estudió en el conservatorio las asignaturas de composición, con Emilio Arrieta; piano, con Manuel Mendizábal, y órgano, con Román Jimeno. Amplió, más tarde, sus estudios con Enrique Morera.
En 1893 visitó su pueblo, Zumárraga, y propuso a sus amigos Joaquín Castañeda, Moisés de Oraa y Martín de Elola, con quienes intercambiaba impresiones musicales, la idea de crear una banda en el pueblo. Así nació la banda de música de Zumárraga.
Fue en esa época cuando se casó con Casimira Gabilondo Oyarzabal, el 12 de agosto de 1899. El matrimonio se instaló en Madrid, ciudad en que Ignacio destacó por su entusiasmo wagneriano. Fue organista de las parroquias de Santa Bárbara y San Francisco el Grande de Madrid, donde interpretó numerosos conciertos de órgano, muchos de los cuales contenían piezas improvisadas.
Compuso himnos a la Virgen de Covadonga, a la Congregación Franciscana, a los Luises, y villancicos pastoriles.
Una de sus composiciones más destacadas fue el himno eucarístico, conocido popularmente como Amor de los amores, que escribió en 1924 y que fue cantado por primera vez ante el rey, en junio de ese mismo año. Este himno se tradujo a varios idiomas y se cantó por todo el mundo (Viena, Roma, Chicago, Sídney, Buenos Aires, Barcelona ...) y ha sido considerado una de las obras más sublimes de este autor. Con la composición de este himno comenzó a hacerse bastante popular en Madrid.
En 1928 colaboró en un concierto como organista de la orquesta de San Francisco el Grande, de la que era director, conjuntamente con la orquesta y el coro de la Iglesia de San Jerónimo el Real, con motivo de la celebración de una festividad de la ciudad. Pero a la hora de empezar la interpretación, Busca de Sagastizábal tuvo una disputa con el organista de la iglesia del Real sobre qué himno debía interpretar, si la Marcha Real o el Eucarístico. Finalmente, Busca ganó la partida y se interpretó Amor de los amores, por decisión del rey.
En 1936, debido a la Guerra Civil, Busca se exilió con su esposa y su hija Karmentxu en Francia y posteriormente marchó a Venezuela. 
En 1949, se incluyeron dos piezas suyas en el programa de la 1.ª Quincena Musical de San Sebastián en un concierto en la plaza de toros, conocido como «Concierto de las mil voces». Lo organizó José Joaquín de Castañeda, teniente alcalde de San Sebastián, amigo de la infancia de Busca. Tras la interpretación de estas piezas, el público reclamó la presencia del compositor en el escenario y se le reconoció el mérito de sus grandes composiciones, siendo un emotivo e improvisado homenaje al compositor, que contaba entonces 81 años de edad. Pocos meses después, el 7 de marzo de 1950, Juan Ignacio Busca de Sagastizábal falleció en Zarauz dejando un extenso catálogo en su repertorio de composiciones.

## Obra musical[5]
- Al Santo Patrón
- A los Santos
- An San Francisco de Asís
- Amor y paz: villancico a dos voces y coro
- Llegan los corazones: villancico a dos voces
- Ausencias y anhelos: escena coral
- Eusko  Abesti
- Himno oficial del XXII Congreso Eucarístico: Cantemos al Amor de los Amores  o Himno a los Adoradores[6]
- Como la estrella del alba (Archivo musical de Covadonga)
- Crimen misterioso: zarzuela en un acto
- Da paz a España: plegaria para solista y gran coro / letra de Enrique Tomasich
- Despedida a la Virgen
- Despedida fácil dedicada a Ntra. Sra. del Perpetuo Socorro
- Dos Canciones Gallegas
- En honor de las Santas Vírgenes
- En aras de una santa
- Felicitación
- Flores a la Madre de Dios
- Fuga para órgano
- Gloria gloria, cantemos alegres
- Goratu Dezagun
- Gozos al Sagrado Corazón de Jesús
- Herriminez Amets
- Himno a la Virgen Milagrosa
- dores
- Himno a Legazpi   09 / 1.897 compuesto con motivo de la inauguración de la estatua del colonizador de las Islas Filipinas.
- Himno a los Luises
- Himno a San Agustín
- Himno de la V. O. T. Nacional
- Himno de los Terciarios Franciscanos
- Himno a la congregación Franciscana Tercera Orden franciscana, Las huellas del caudillo enamorado
- Himno nacional del III. Centenario de la canonización de Sta. Teresa de Jesús
- Himno Oficial del Centenario de Covadonga
- Himno Oficial del XXII Congreso Eucarístico
- Jaunaren ereserkia
- Joaquincho
- Jueves Santo =   Dominus   Jesus
- La canción de la gitana o El príncipe Don Blas
- La cruz de la montaña
- La cuna
- Los mendigos: Juguete lírico en un acto, en prosa y verso /   Letra de José Domínguez Manresa
- Melodía para órgano
- "Mendice Golgetan", una enternecedora canción de Semana Santa
- Mira, ingrato pecador
- Misa de Pastorela: Fácil a dos voces y coro
- Morirse a tiempo: Juguete lírico en un acto, en prosa y verso / Letra de José Domínguez Manresa.
- "Oh pecador ingrato"
- Oroipena
- Pekatari tristea
- Procedamus in pace Recibe Virgen sin par
- Redención: villancico a una o dos voces y coro
- Sagarra
- Salve
- Salve a dos coros
- Sol de amor
- Tantum ergo a 4 voces de hombre, n. 8 / Fr. José Miguélez, mercedario
- Tota pulchra: A dos voces
- Verbum caro
- Vuelve a luchar por Cristo

## Reconocimientos
El Ayuntamiento de Zumárraga expresó su reconocimiento en 1968 dando su nombre a un grupo de viviendas construido en el barrio de Eitza.